# Burnout Dominator
Burnout Dominator – gra komputerowa z serii Burnout wyprodukowana przez EA Games oraz wydana 6 marca 2007 roku na PlayStation 2 i PlayStation Portable.

## Rozgrywka
Burnout Dominator jest samochodową grą wyścigową.
Samochody są stylizowane na realne, gracz może używać ich dopalacza. Na trasach znajdują się skróty
Gra zawiera dwa tryby gry wieloosobowej; zmienny na jednym ekranie lub na podzielonym ekranie.